# 普賴爾敦 (伊利諾伊州)
普賴爾敦（英語：Pryortown）是位於美國伊利諾伊州普瓦斯基縣的一個非建制地區。該地的面積和人口皆未知。

## 地理
普賴爾敦的座標為37°11′25″N 89°08′55″W / 37.19028°N 89.14861°W，而該地的平均海拔高度為132米（即433英尺）。